# گینکا گیوروا
گینکا گیوروا (بلغاری: Гинка Гюрова؛ ۱۵ آوریل ۱۹۵۴ – ) قایقران روئینگ اهل بلغارستان بود.
وی در مسابقات کشوری و بین‌المللی در مجموع برندهٔ ۳ مدال نقره شده‌است.